# Pailitas
Pailitas é um município da Colômbia, localizado no departamento de Cesar.